# Sensible (musique)
Pour les articles homonymes, voir Sensible.
Dans la musique tonale, la note sensible — ou sensible — désigne le septième degré d'une gamme, lorsqu'il est situé une septième majeure au-dessus de la tonique.

## Distinction entre sensible et sous-tonique
Quel que soit le mode — majeur ou mineur — la sensible est toujours située une septième majeure au-dessus du degré principal, la tonique, soit un demi-ton diatonique en dessous de l'octave. 
Par exemple, la note si est la sensible des gammes de do majeur et do mineur.
Lorsque le VIIe degré d'une gamme est situé, non pas un demi-ton diatonique au-dessous de l'octave, mais un ton au-dessous, on utilise le terme de sous-tonique utilisant la règle des renversements. En musique tonale, on trouve la sous-tonique principalement dans la forme descendante du mode mineur mélodique.
La sensible est donc caractéristique du système tonal. A cause de la proximité de la tonique — un demi-ton diatonique —, et contrairement à la sous-tonique, la sensible a un caractère instable puisqu'elle est mélodiquement attirée par le premier degré. En musique tonale, elle est employée presque systématiquement depuis le XVe siècle au détriment de la sous-tonique, qui n'apparaît qu'à la faveur de l'utilisation passagère de la gamme mineure mélodique descendante. Dans le mode mineur, elle ne sera cependant notée — au moyen d'une altération accidentelle — qu'à partir du XVIIe siècle.

## La sensible, note réelle d'un accord
Dans les gammes majeures et mineures, l’accord de trois notes basé sur la sensible est considéré comme un accord dissonant et analysé de préférence comme un accord de septième de dominante sans fondamentale, plutôt que comme un accord diminué, comme c’est le cas pour l’accord de sus-tonique dans le mode mineur. Par exemple, en do majeur, l'accord si (sensible) - ré (tierce mineure de si) - fa (quinte diminuée de si) est analysé comme un sol7 sans la note sol.
Les accords ayant la médiante pour fondamentale sont peu utilisés en harmonie tonale, ce qui fait que la sensible est rarement présente comme quinte d’un accord.
En conséquence, la présence de la sensible comme note réelle signifie souvent la présence d’un accord de dominante, et correspond la plupart du temps — mais pas systématiquement — à une cadence ou une modulation.

## La sensible, note à mouvement obligé
Située à proximité extrême — seconde mineure — de la tonique qui l'entraîne dans son champ d'attraction, la sensible, ou VIIe degré, est considérée comme une note attractive seulement lorsqu'elle est tierce majeure d'un accord de dominante — avec ou sans fondamentale. Le mode mineur ne comporte pas de note sensible naturellement. Pour que celle-ci puisse exister, il faut majoriser l'accord, c'est-à-dire agrandir d'un demi-ton l'intervalle compris entre la note fondamentale et la note constituant la tierce de l'accord. La tierce mineure devient de ce fait majeure. La note sensible est créée ; c'est elle qui crée un état de tension car l'attraction vers la tonique peut ainsi se faire sentir. 
- La sensible fait sa résolution régulière par seconde mineure ascendante, c'est-à-dire, en montant à la tonique dans l'accord suivant, sous réserve bien entendu, que celui-ci contienne la tonique (exemple D).

- La sensible peut faire sa résolution de manière indirecte. En effet, pendant la durée du premier accord, celle-ci peut faire un dessin mélodique en touchant passagèrement une ou plusieurs notes de l'accord en question avant d'effectuer son mouvement obligé (exemple E). D'autre part, si pendant la durée d'un même accord, il y a changement de position, le mouvement obligé se transmet d'une partie à l'autre (exemple F).

- La sensible peut être exceptionnellement exemptée du mouvement obligé, à condition que la tonique soit entendue à la partie supérieure, dans les deux cas suivants.

1. Dans une cadence parfaite : elle peut alors descendre sur la dominante par mouvement disjoint (exemple G). Ce procédé est fréquent dans les chorals.
2. Dans l'enchaînement du Ve au VIe degré en majeur : elle peut cette fois descendre sur le VIe degré par mouvement conjoint (exemple H).
Ces deux exceptions ne doivent pas être considérés comme des résolutions irrégulières, mais comme des cas particuliers de résolution régulière.
Exemples de résolutions régulières de la sensible :